# Liste de membres de la Camorra
Cette liste est relative aux membres de la Camorra, la plus ancienne organisation mafieuse d'Italie, basée à Naples et en Campanie. Elle suit la chronologie alphabétique du nom des gangsters qui la constituent.

## Nom des camorristes

### A
- Enrico Alfano (en)[2];
- Carmine Alfieri[3],[4];
- Raffaele Amato[5];
- Umberto Ammaturo[6].

### B
- Luigi Baccante[7];
- Antonio Bardellino[8];
- Pasquale Barra (en)[9],[10];
- Domenico Bidognetti (en)[11];
- Francesco Bidognetti (en)[12];
- Patrizio Bosti[13].

### C
- Ciccio Cappuccio (en)[14];
- Vincenzo Casillo[15];
- Mario Caterino (en)[16];
- Ferdinando Cesarano[17];
- Renato Cinquegranella (en)[18];
- Edoardo Contini (en)[19];
- Raffaele Cutolo[20];
- Rosetta Cutolo[21].

### D
- Pasquale D'Amico (en)[22],[23];
- Salvatore De Crescenzo[24];
- Giuseppe Dell'Aquila (en)[25];
- Cosimo Di Lauro (en)[26];
- Marco Di Lauro (en)[27];
- Paolo Di Lauro[28];
- Raphaël Diana;
- Paolo Di Mauro[29].

### E
- Luigi Esposito (en)[30]

### F
- Mario Fabbrocino (en)[31]

### I
- Mario Umberto Imparato[32];
- Antonio Iovine (en)[33].

### L
- Antonio La Torre (en)[34],[35];
- Augusto La Torre (en)[36];
- Gennaro Licciardi[37];
- Maria Licciardi[38];
- Vincenzo Licciardi[39];
- Salvatore Lo Russo (en)[40].

### M
- Francesco Mallardo (en)[41]
- Pupetta Maresca[42];
- Francesco Matrone (en)[43];
- Ciro Mazzarella (en)[44];
- Gennaro Mazzarella[45];
- Giuseppe Misso (en)[46].

### N
- Lorenzo Nuvoletta[47];

### P
- Cesare Pagano (en)[48],[49];
- Nicolas Panaro[50];
- Giovanni Pandico (en)[51];
- Giuseppe Polverino [52];
- Giuseppe Puca (en)[53].

### R
- Luigi Riccio[54];
- Alphonso Rosanova (it)[55];
- Pasquale Russo (en)[56];
- Salvatore Russo (en)[40].

### S
- Carmine Schiavone (en)[57];
- Francesco Schiavone "Sandokan" [58],[59];
- Francesco Schiavone "Cicciariello"[60];
- Pasquale Scotti (en)[61];
- Marzio Sepe[62];
- Giuseppe Setola (en)[63];
- Pasquale Simonetti[64];
- Antonio Spavone[65];
- Raffaele Stolder (it)[66];

### V
- Luigi Vollaro (en)[67]

### Z
- Michele Zagaria[68];
- Michele Zaza[69].